# Аль-Хасан, Сухель
Сухе(й)ль Сальман аль-Хасан (араб. سُهَيْلُ سَلْمَانَ الْحَسَنِ‎; род. 10 июня 1970, Джабла, Латакия, Сирия) — бригадный генерал сирийской армии, участник гражданской войны в Сирии.
В 1991 году окончил академию ВВС Сирии, после чего проходил службу в различных подразделениях ВВС и ПВО. Позднее был переведён в Воздушные разведывательные силы, где занимался подготовкой подразделения специальных операций.
С ростом активности «Аль-Каиды» в 2005—2006 годах, полковник Аль-Хасан, известный своей безжалостностью и осторожностью, смог внедрить агентов разведки в сети «Аль-Каиды» на территории Сирии, в результате чего были арестованы несколько её членов, действовавших в пределах страны.
В вооружённом конфликте, начавшемся в 2011 году, полковник Сухель Аль-Хасан руководил своими войсками в течение нескольких крупных сражений. Он является одним из командиров нового поколения, возникшим в ходе этой войны. Французская газета Le Monde утверждает, что он может заменить Асада в качестве лидера Сирии. В декабре 2015 года был повышен в звании до генерал-майора.
По словам аналитиков, Сухель Аль-Хасан склоняется в сторону России (в противовес Ирану) в качестве главного союзника сирийского правительства во время гражданской войны и последующего послевоенного восстановления. Противоположную позицию занимает Махер аль-Асад, брат президента Башара аль-Асада и командир республиканской гвардии и 4-й бронетанковой дивизии, который, как сообщается, предпочитает Иран.
По этноконфессиональной принадлежности — алавит.

## Биография
В интервью заявлял, что имеет сына, но не видел его с начала гражданской войны в Сирии. Он известен своими стихами, которые даже вещает по громкоговорителю на террористов, предупреждая их о том, что скоро придёт, если они не сдадутся. Сухель говорит, что всегда старается дать шанс своим врагам сдаться, но не имеет никакой жалости к тем, кто не выполняет условия сдачи оружия.
Полковник Аль-Хасан отказался от повышения до бригадного генерала, чтобы продолжить вести свои войска непосредственно на поле боя. Его тактика боя были описаны как выжигание земли (артиллерийские удары) с последующим нападением на позиции террористов. По утверждению сирийского военного источника, Сухель Аль-Хасан ни разу не потерпел поражения в сражениях с террористами, однако, вторая осада Вади-Дейфа (апрель-декабрь 2014) была расценена как личное поражение Аль-Хасана. Также, в 2015 году силы Тигра под командованием Хасана не смогли прорвать линии оппозиции, когда были отправлены в Идлиб для отражения наступления вооружённой оппозиции.
Силам Тигра под командованием Аль-Хасана удалось сломить силы террористов во время наступления в провинции Алеппо в 2015 году, когда террористы были вынуждены бежать в Идлиб.
В августе 2017 года за успешное наступление и освобождение города Эс-Сухне и населённого пункта Эль-Кдер от ИГ получил от Министра обороны Российской Федерации С. К. Шойгу благодарственное письмо и наградное холодное оружие.
9 мая 2018 года бригадному генералу вручён российский орден Суворова.

## Во время вооружённого конфликта

### Начало конфликта
По данным западных СМИ, во время начала восстания лидеры повстанцев заявили, что полковник Хасан — «один из тех офицеров, которые открыли огонь по мятежникам в 2011 году, даже когда официальные инструкции призывали всячески успокоить ситуацию».
В 2011 году полковник Аль-Хасан был переведён в спецназ САА («Кават аль-Хасса»), в 2013 году возглавив фронт против Аль-Каиды в Сирии — «Фронта ан-Нусры» — на окраинах Латакии. После его первых успехов в ходе проведения спецоперации, командование вооружённых сил рекомендовало перевести его на другие фронты. Позже Аль-Хасан руководил операциями в Хаме, пока осенью 2013 года не получил задание Центрального командования выполнить специальное задание — обучить и возглавить подразделение специального назначения, которое будет работать в основном как наступательное. Полковник Аль-Хасан лично отбирал многих солдат, которые позже сформируют «Силы тигров»; в том числе его близкий доверенное лицо и соратник, капитан Луай аль-Слейтан.

### Битва за Эриху (август 2013)
В августе 2013 года стратегически важный город Эриха в провинции Идлиб был освобождён сирийской армией. Сухель Аль-Хасан возглавлял контратаку на город. Бой длился 10 дней, а сирийская армия, поддержанная авиацией, вернула контроль над городом, изгнав боевиков.

### Алеппская кампания (сентябрь 2013 — июль 2014)
26 августа 2013 года террористы захватили стратегически важный город Ханассер, перерезав последний правительственный маршрут сухопутных поставок, проходящий через пустыню в оспариваемый город Алеппо. Полковнику Аль-Хасану было поручено открыть дорогу, и он во главе с большой военной колонной уехал из Хамы. 3 октября, после недельного боя, сирийская армия вернула контроль над Ханассером. Неделю спустя, после того как было захвачено более 40 деревень, осада Алеппо повстанцами была сломлена. К этому моменту силы Аль-Хасана продвинулись на 250 км в линию повстанцев.
После укрепления контроля над аэропортом Алеппо, захватив в конце 2013 года базу 80 и Наккарин, Аль-Хасан и его войска двинулись на север, в сторону промышленного города.
Промышленный город Шейх Наджар представлял собой огромный промышленный комплекс, расположенный к северу от Алеппо. Это была самая сильно укреплённая позиция повстанцев во время войны, с километрами туннелей и оружейными заводами. Битва длилась с января 2014 года и закончилась 4 июля полным захватом промышленного города сирийской армией.
22 мая 2014 года сирийским войскам во главе с Аль-Хасаном удалось освободить центральную тюрьму Алеппо, которая в течение более одного года подвергалась безжалостной осаде и нападениям со стороны повстанцев и боевиков джихадистов. Это была символическая победа сирийской армии, позволившая им перекрыть ещё одну дорогу снабжения, использовавшуюся повстанцами в Алеппо, которые осаждали город летом 2013 года и были готовы к осаде в восточной части Алеппо в конце 2014 года.
Оппозиционные источники утверждали, что, когда они пытались вести переговоры о возвращении спонсируемых Ираном афганских боевиков, захваченных в плен во время битвы, Аль-Хасан ответил: «Делайте с ними, что хотите. Вы можете их убить, они всего лишь наёмники. Мы можем послать вам их тысячи».

### Сражения в Хаме (июль—октябрь 2014)
В июле 2014 года «Джебхат ан-Нусра» начало крупное наступление на севере провинции Хама под личным руководством своего верховного лидера Абу Мохаммада аль-Джулани, угрожая как городу Хама, так и военному аэропорту Хамы, а также христианскому городу Мухрада. Ситуация была сложной для сирийской армии, и полковнику Аль-Хасану было поручено возглавить все военные операции в провинции для противодействия угрозе «Джебхат ан-Нусра». Наблюдатели сочли эту миссию очень сложной, учитывая большое количество сил «Джебхат ан-Нусра» и повстанцев, участвовавших в битве, а также тот факт, что значительная часть сил Аль-Хасана все ещё находилась на фронте Алеппо. Аль-Хасан прибыл в провинцию Хама в конце августа с некоторыми из своих элитных войск, что оказало немедленное воздействие ход боевых действий. Сирийские войска быстро взяли под свой контроль Арза, Хиттаб и его базу и прекратили нападение джихадистов на Мухрада. Контратака набрала обороты и, в конечном итоге, свела на нет все достижения повстанцев, включая Хальфая, менее чем за один месяц.
Сирийская армия продолжала наступление, вторгшись на ранее удерживаемую мятежниками территорию, подвергая сильному давлению опорные пункты повстанцев Эль-Латамна и Кафр-Зайта и установив контроль над стратегическим городом Мурек, откуда сирийская армия не смогла вытеснить повстанцев в течение 10 месяцев.

### Сражения в пустынях и газовых полях Хомса (ноябрь 2014 — март 2015)
В начале ноября 2014 года Аль-Хасан принял участие в операции по возвращению газового месторождения, захваченного в конце прошлого месяца боевиками Исламского государства.

### Сражения в Идлиб (апрель—июнь 2015)
В конце апреля 2015 года Аль-Хасан находился на передовой в провинции Идлиб, сражаясь с массированным нападением повстанцев на Джиср-эш-Шугур. Появилось видео, на котором Аль-Хасан жёстко разговаривал по телефону с министром обороны Фахед Джасем аль-Фредж с просьбой о поставках, говоря, что у него есть 800 человек, и им немедленно нужны боеприпасы. Полковник Джемиэль Радун из «Соколы аль-Габа», батальона «Свободной сирийской армии», который пытался заблокировать отступление Аль-Хасана из Идлиба, заявил относительно видеозаписи: «Я знаю его. Он был потрясён. Он потерял самообладание».
13 июня один из телохранителей Аль-Хасана был убит снайпером.

### Наступление на Аль-Габ (июль-август 2015)
7 августа Аль-Хасан был ранен в результате миномётного обстрела повстанцами правительственного военного лагеря.

### Снятие осады с аэропортаКвайрес(октябрь—ноябрь 2015)
Военный аэропорт Кувейрес, расположенный в сельской местности на востоке Алеппо, в 2013 году был осаждён сначала группами террористов, а затем Исламским государством после захвата ими территории повстанцев к востоку от Алеппо в 2014 году. Сирийские солдаты, находившиеся внутри, отразили несколько попыток Исламского государства захватить базу. Сирийская армия начала военную операцию в сентябре 2015 года, тесня позиции повстанцев возле Квейреса. К середине октября Аль-Хасан и его силы начали наступление на Квейрес, продвигаясь в направлении военной базы. Атака была подготовлена при соблюдении полной скрытности и началась без предварительной огневой подготовки, что
стало для противника полной неожиданностью. Заранее подготовленные передовые отряды применяли обходы и охваты и только в первые часы сражения без потерь овладели двумя населёнными пунктами, при этом глубина продвижения
за два часа составила до 5 км. ИГ контратаковало и перерезало главную дорогу между Алеппо и Хамой в течение двух недель и начал атаку на стратегический город Сафира, пытаясь отвлечь внимание сирийской армии, но их атака была отбита. Осада была окончательно снята 11 ноября после почти месячного наступления с целью сократить 10-километровый разрыв между позициями армии и авиабазой. Президент Башар Асад лично поздравил Аль-Хасана за его роль в снятие осады авиабазы.

### Наступление в северо-западной Сирии (декабрь 2019 — март 2020)
4 марта 2020 года в рамках операции «Весенний щит» турецкие источники заявили, что Аль-Хасан был ранен в результате ударов турецкого беспилотника возле Серакиба.